# Tribunal national suprême de Pologne
Le Tribunal national suprême (polonais : Najwyższy Trybunał Narodowy [NTN]) était un tribunal pour crimes de guerre actif en Pologne à l'époque stalinienne de 1946 à 1948. Ses buts et objectifs ont été définis par le Conseil national de l'État dans des décrets du 22 janvier et du 17 octobre 1946 et du 11 avril 1947. La nouvelle loi était basée sur un décret antérieur du 31 août 1944 publié par le nouveau régime polonais imposé par les Soviétiques, ayant compétence sur les « criminels fascistes - hitlériens et les traîtres à la nation polonaise »,. Le Tribunal a présidé sept affaires très médiatisées impliquant au total 49 personnes.

## Contexte
L'Allemagne nazie a occupé la Pologne en 1939 et a commis de nombreuses atrocités. La Déclaration de Moscou de 1943 stipulait que les Allemands jugés coupables de crimes de guerre seraient renvoyés dans les pays où ils avaient commis leurs crimes et « jugés sur place par les peuples qu'ils ont outragés ». La Pologne, qui a beaucoup souffert des atrocités nazies, a identifié plus de 12 000 criminels dont elle a demandé l'extradition ; finalement, environ 2 000 criminels allemands ont été extradés vers la Pologne (à partir de 1945, la plupart avant 1949).
L'État polonais clandestin avait ses propres tribunaux spéciaux dans la Pologne occupée, qui jugeait et condamnaient certains criminels de guerre allemands. Les autorités communistes polonaises (du Comité polonais de libération nationale, PKWN) qui n'ont pas reconnu l'État clandestin (et dans certains cas activement persécuté les personnes qui lui sont liées) ont créé leur propre structure alternative, qui, avec la victoire des autorités communistes sur l'organisation de la Résistance intérieure polonais, est devenu dominant dans la Pologne d'après-guerre. Les autorités du PKWN ont autorisé la création des tribunaux pénaux spéciaux le 12 septembre 1944 pour juger les criminels de guerre allemands. Le 22 janvier 1946, le Tribunal national suprême à instance unique a été créé, avec pour mission de juger les principaux auteurs des crimes commis par le Troisième Reich dans les territoires polonais occupés.

## Compétence et pouvoirs
La compétence et les pouvoirs du Tribunal ont été définis par décrets des 22 janvier et 17 octobre 1946 et par décret du 11 avril 1947. La loi appliquée était un décret du 31 août 1944 « concernant la répression des criminels fascistes-hitlériens coupables de meurtre et de mauvais traitements sur la population civile et des prisonniers de guerre, et la répression des traîtres à la nation polonaise ».
Il n'y a pas eu d'appel des verdicts du Tribunal.

## Composition du tribunal
Le tribunal était composé de trois juges, quatre membres du jury, des procureurs et des avocats.
Le juge le plus connu était Emil Stanisław Rappaport (en).

## Procès

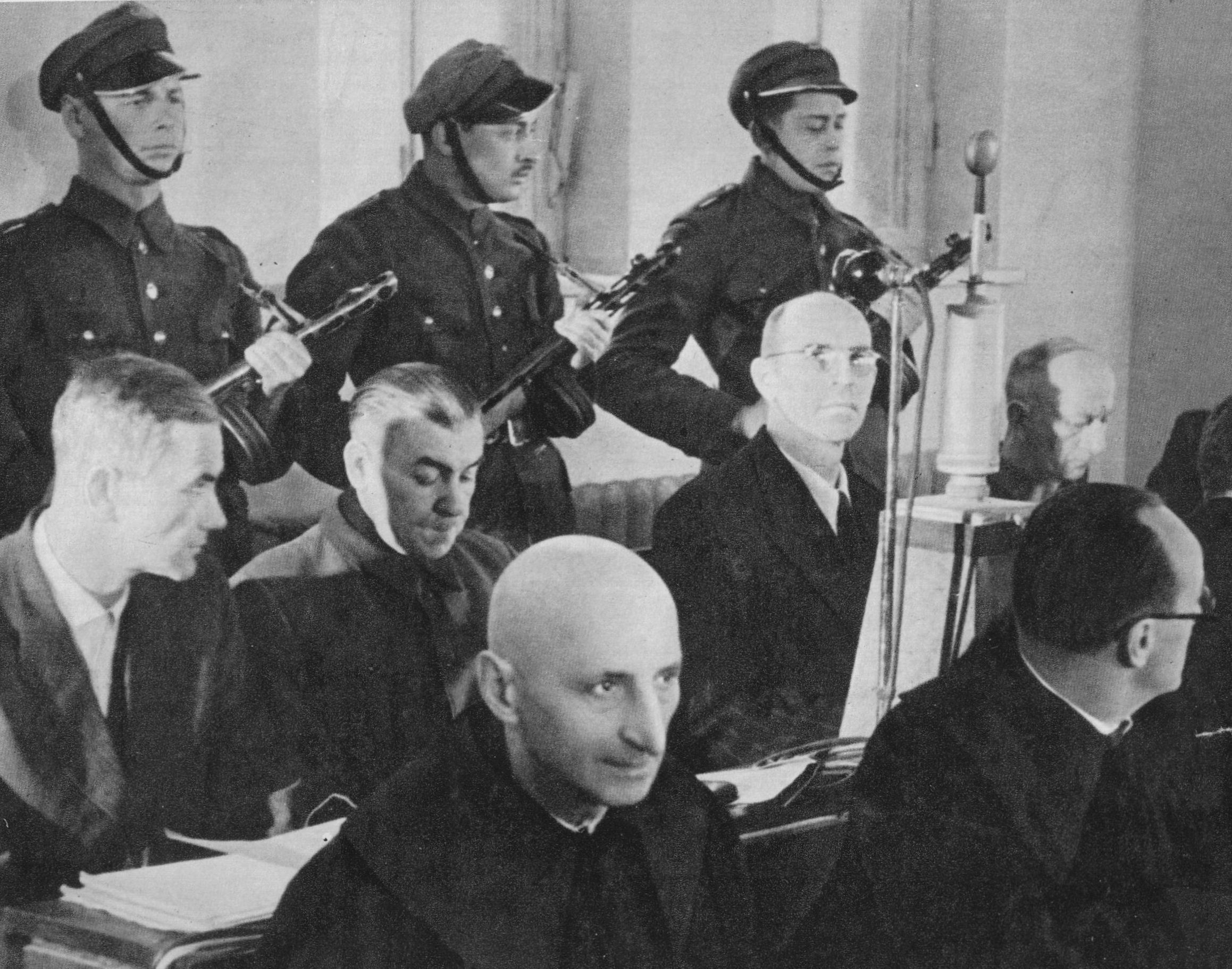
Procès de Varsovie, 1946-1947

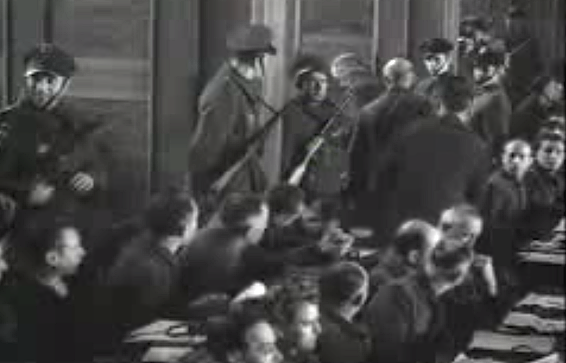
Procès d'Auschwitz, Cracovie, 1947

Sept procès se sont tenus devant le Tribunal national suprême en 1946-1948 : 
1. Le procès d'Arthur Greiser, chef de la ville libre de Dantzig et plus tard, gouverneur du Reichsgau Wartheland
Le procès a eu lieu à Poznań, du 22 juin au 7 juillet 1946
Verdict : peine de mort, exécutée
2. Le procès d'Amon Göth, commandant du camp de concentration de Cracovie-Płaszów
Le procès a eu lieu à Cracovie, du 27 août au 5 septembre 1946
Verdict : peine de mort, exécutée
3. Le procès de Ludwig Fischer, Ludwig Leist, Josef Albert Meisinger, Max Daume, tous les quatre hauts responsables nazis de Varsovie occupée 
Le procès a eu lieu à Varsovie du 17 décembre 1946 au 24 février 1947
Verdict : Fischer, Meisinger, Daume — peine de mort, Leist — 8 ans, peines exécutées
4. Le procès de Rudolf Höss, l'un des commandants du camp de concentration d'Auschwitz
Le procès a eu lieu à Varsovie du 11 mars au 29 mars 1947
Verdict : peine de mort, exécutée
5. Le procès de 40 membres du personnel du camp de concentration d'Auschwitz (dont l'un des commandants, Arthur Liebehenschel) 
Le procès (également connu sous le nom de premier procès d'Auschwitz, avec le procès de Francfort, connu sous le nom de deuxième procès d'Auschwitz), eut lieu à Cracovie du 24 novembre au 16 décembre 1947
Verdict : 23 condamnations à mort, 17 peines de prison à perpétuité à 3 ans d'emprisonnement, une personne (Hans Münch) acquittée pour comportement humain et permettant la survie de nombreux patients
6. Le procès d'Albert Forster, gouverneur du Reichsgau Danzig Westpreußen
Le procès a eu lieu à Gdańsk du 5 avril au 29 avril 1948
Verdict : peine de mort, exécutée
7. Le procès de Josef Bühler, secrétaire d'État et gouverneur adjoint du Gouvernement général
Le procès a eu lieu à Cracovie du 17 juin au 5 juillet 1948
Verdict : peine de mort, exécutée

Les deux premiers des procès susmentionnés (de Greiser et Göth) ont été achevés avant que la sentence ne soit prononcée par le Tribunal militaire international de Nuremberg le 30 septembre 1946.
Le Tribunal a également déclaré que le Gouvernement général  était une institution criminelle.